# Minamataziekte

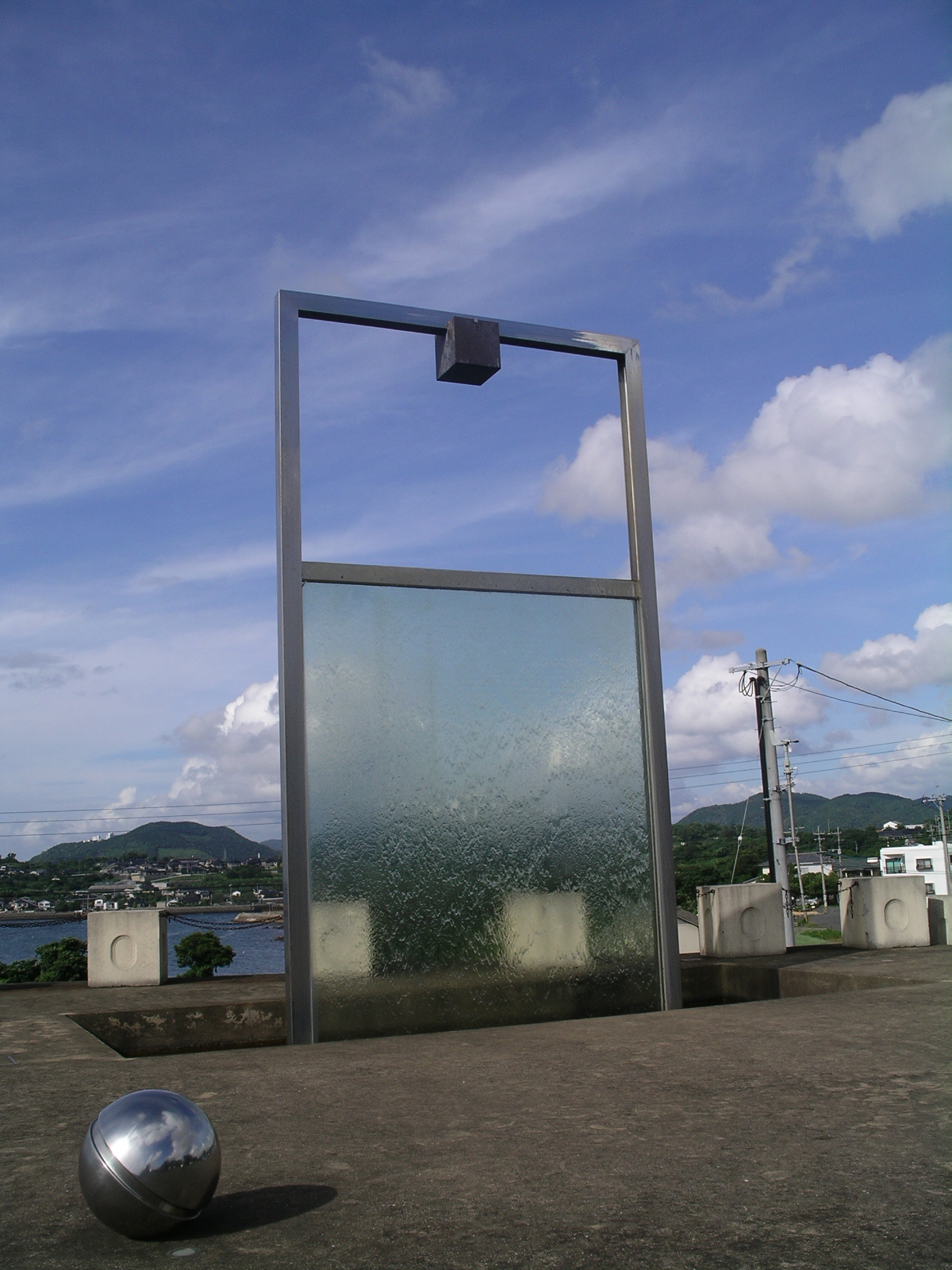
Gedenkteken voor de slachtoffers van de Minamataziekte.

De Minamataziekte (水俣病, Minamata-byō) is een neurologisch syndroom dat veroorzaakt wordt door een zware kwikvergiftiging, waarbij methylkwik de boosdoener is. De symptomen zijn ataxie, spierverzwakking, vernauwing van het gezichtsveld en aantasting van het gehoor en het spraakvermogen. In extreme gevallen veroorzaakt het krankzinnigheid, verlamming, coma of de dood. Bij zwangere vrouwen heeft methylkwik ook invloed op de foetus.
De ziekte is genoemd naar de Japanse vissersplaats Minamata waar de ziekte in 1956 voor het eerst werd geconstateerd. Inwoners kregen in grote aantallen de bovenstaande symptomen. Ook waren er kinderen met aangeboren afwijkingen. Aanvankelijk werd gedacht aan een besmettelijke ziekte, wat de slachtoffers in een sociaal isolement bracht. In de jaren daarna werd het verband gelegd met de lozing van afvalwater van een chemische fabriek. In 1965 brak de ziekte ook uit in de Niigata-prefectuur.
Samen met de Yokkaichi-astma en de Itai-itai-ziekte, worden deze twee uitbraken gerekend tot de vier grote vervuilingsziektes van Japan.

## Oorzaak
Kwik is een voor de mens toxisch zwaar metaal. Het kan het lichaam binnendringen bij inademen, inslikken of via huidcontact. Het kwik hoopt zich op in het lichaam en bindt zich aan tubulines. Dit zijn eiwitten die onder andere zenuwen ondersteunen. Daardoor beschadigt kwik het zenuwstelsel.
Een "gewone" kwikvergiftiging vertoont dan verschijnselen als verminderd zicht, gehoor en spraakvermogen, alsook oriëntatieverlies. Ook de inwendige organen en het gebit worden aangetast. In Minamata echter, waren de symptomen veel erger. De hoeveelheden kwik die hun lichaam vernietigden waren ongezien.

## Geschiedenis
Het gebied raakte vervuild door de lozing van industriële afvalstoffen, die kwik bevatten. Het ging hier met name om de productie van aceetaldehyde, waarbij kwik(II)sulfaat als katalysator werd gebruikt en het giftige methylkwik, een organische kwikverbinding, als nevenproduct ontstond. Dit kwam in het water terecht, en daarmee in de voedselketen: vissen sloegen deze verbinding op in het lichaam (bioaccumulatie) en consumptie van die vissen bracht kwik in het lichaam van mensen. Toen de oorzaak nog onbekend was, sprak men eerst van een "autisme-epidemie". Kwikvergiftiging en zwaar autisme vertonen immers vele gelijkenissen, zoals het afwijkend gedrag en de spasmen, die dan als tics aangezien worden.

### De Chisso-fabriek
In 1908 stichtte Shitagau Noguchi de Japan Nitrogenous Fertilizer Company (日本窒素肥料株式会社, Nihon Chisso Hiryō Kabushiki Kaisha), ofwel de Chisso Corporation. In dat jaar werd de chemische fabriek in Minamata geopend die meststoffen zou produceren. Het project werd toegejuicht door de lokale bevolking, omdat het nieuwe banen zou creëren en aldus hun stad zou vooruithelpen.
Sinds het begin van de industriële revolutie in Japan, eind 19de eeuw, bleef de economische groei voortduren. Over de hele natie ontwikkelde de snel gevormde industrie zich verder en algauw besloot ook Chisso om zijn chemische productie uit te breiden. Ethyn, ethanal, ethaanzuur, chlooretheen en andere stoffen werden nu ook gefabriceerd. Al het afvalwater stortte men in de baai van Minamata. De visbestanden leden onder de vervuiling. De visvangst leverde minder op. Chisso loste dit op door akkoorden te sluiten met de vissers.
In deze jaren werkte een kwart van heel Minamata bij de chemische fabriek. Naarmate deze groeide en uitbreidde, verkreeg ook de stad meer inkomsten, dankzij werk en belastingen. In 1932 zette Chisso de productie van ethanol op gang. Kwiksulfaat werd als een katalysator gebruikt, waardoor kwik in het afvalwater terechtkwam. Het bedrijf deed niets aan de lozingen, ook niet toen tekenen van kwikvergiftiging duidelijk aanwezig waren.

### Eerste uitbraak
Eerst begonnen de katten zich vreemd te gedragen. Ze renden rondjes, sprongen op en neer of liepen achter hun staart aan tot ze stierven van uitputting. Ze werden al snel de zelfmoordkatten van Minamata genoemd. Lokaal werd er gesproken over "de dansende kattenziekte" (猫踊り病, neko odori byō). Maar ook honden begonnen te verdwijnen. Wat later vielen vogels rechtstreeks uit de lucht en de vissers vingen mutanten met twee of drie hoofden in hun netten. De bevolking was gealarmeerd, maar niemand kende de oorzaak.
In 1956 werd de eerste mens met Minamata onderzocht. Het was een vijf jaar oud meisje, en ironisch genoeg werd ze op 21 april voor analyse naar het Chisso bedrijfshospitaal gebracht. Ze kon moeilijk spreken en lopen, en ze had spasmen. Twee dagen later vertoonde haar zus dezelfde symptomen, en vervolgens haar buurmeisje. Naast deze drie werden er nog acht patiënten gevonden. Op 4 mei sprak de bedrijfsdokter van een nog onbekende epidemie. Dit geldt als de ontdekking van de Minamataziekte.
Omdat de ziekte zich verspreidde onder de bevolking van Minamata, werd in eerste instantie gedacht dat het besmettelijk was. Daarom werden zieken in quarantaine gebracht en hun huizen werden gereinigd. Dit stigmatiseerde de patiënten. Ze werden sociaal uitgesloten uit vrees voor besmetting. De situatie was zo bedreigend, dat eind mei al de Strange Disease Countermeasures Committee (奇病対策委員会, Kibyō Taisaku Iinkai) werd opgericht. Deze deed onderzoek in de hoop snel een oplossing te vinden. De symptomen werden nauwkeurig onderzocht en de verspreiding in kaart gebracht. Al snel ontdekte men de link met het consumeren van vis. De Minamataziekte kwam voor in vissersgemeenschappen en visetende katten bleken er zeer gevoelig voor. Op 4 november werd officieel bekendgemaakt dat de Minamataziekte een vergiftiging door zware metalen was, hoogstwaarschijnlijk veroorzaakt door vis- en zeevruchtenconsumptie.
Hierna volgde onderzoek van het afvalwater van de Chisso-fabriek. Daarin vonden de onderzoekers vele zware metalen terug, onder andere arseen, lood, koper, kwik, mangaan, seleen en thallium. Het was nog niet duidelijk welke de veroorzaker was. Pas in 1958 wees de Britse neuroloog Douglas McAlpine op de overeenkomsten met kwikvergiftiging. Het onderzoek focuste nu op het voorkomen van kwik in de regio. De concentraties in de baai waren ontstellend hoog. In de omgeving waar het afvalwater geloosd werd, zat er maar liefst twee kilogram kwik in elke ton modder. Dat is een percentage dat hoogstens in een mijn zou voorkomen. In het haar van zieke inwoners was de concentratie 705 ppm, oftewel 705 kwikdeeltjes per miljoen. Bij gezonde inwoners was dat 191 ppm. Dat is respectievelijk 177 keer en 48 keer een normale hoeveelheid. Ideaal is dat een menselijk lichaam volkomen vrij is van kwik, maar het toen gemeten Japanse gemiddelde was 4 ppm.
Nu was de oorzaak van de ziekte ontsluierd. De minamataziekte werd gedefinieerd als "vergiftigingsziekte die voornamelijk het centrale zenuwstelsel aantast en die veroorzaakt wordt door het consumeren van grote hoeveelheden vis en schelpdieren afkomstig uit de baai van Minamata en omgeving". De voornaamste oorzaak is een soort samenstelling van organisch kwik.

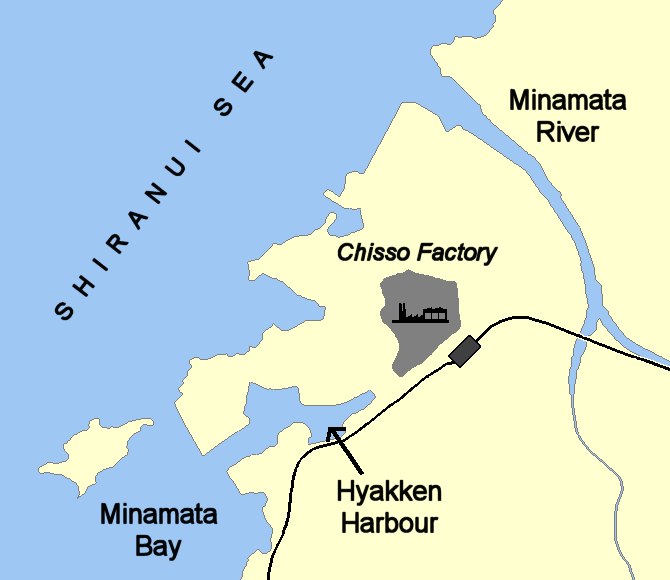
Kaart van Minamata met aanduiding van de Chissofabriek, de Hyakkenbaai en de Minamata-rivier

De Chisso-fabriek werd als schuldige beschouwd en er werd een onderzoek naar de fabriek ingesteld. Om zichzelf in te dekken, stopte het bedrijf met afvalwater lozen in de baai toen het onderzoek zich daarop concentreerde. De fabriek loosde nu rechtstreeks in de Minamatarivier. Het gevolg was een grote vissterfte en de verspreiding van de ziekte naar andere visserssteden langs de kust. Chisso bleef de vermoorde onschuld spelen en sponsorde zelf onderzoeken, die andere oorzaken moesten blootleggen. Hajime Hosokawa, de directeur van het fabrieksziekenhuis, liet experimenten uitvoeren op katten. Al deze experimenten wezen naar het afvalwater als de boosdoener. Chisso besloot de resultaten geheim te houden en stopte de experimenten.
Op 21 oktober 1959 werd de Chisso-fabriek verplicht een zuiveringsinstallatie te bouwen. Het vervuilde water mocht bovendien niet meer in de Minamatarivier terechtkomen. Chisso leidde het opnieuw naar de baai. Op 19 december was de installatie klaar. Met een plechtige ceremonie werd deze in gebruik genomen. De directeur van Chisso dronk een glas gezuiverd water, een symbolische daad. Maar wat niemand wist, was dat het afvalwater van de ethanalproductie helemaal niet door de installatie liep. Het bedrijf sloeg deze stap kwaadwillig over. Volgens enkelen werd dit gedaan zodat het bedrijf alsnog kon beweren onschuldig te zijn. Als de vervuiling, en dus de ziekte, zou aanhouden na de ingebruikname van een zuiveringsinstallatie, dan zouden zij vrijgepleit worden. De reden kan evenwel ook gemakzucht of kostenbesparing geweest zijn. Tot 1968 zou het zo doorgaan. Daarna stopte het bedrijf met kwiksulfaat te gebruiken in het productieproces.
In die tijd zijn er officieel 1.784 overleden aan de Minamataziekte, op een totaal van 2.265 erkende slachtoffers. Het ware aantal ligt vele malen hoger. Een groot aantal mensen werden simpelweg niet geregistreerd, en sommige overlijdens werden geclassificeerd als overlijden door onbekende oorzaak.
Soms was onduidelijk wat de oorzaak was van ernstige gezondheidsklachten van kustbewoners. Dit was vooral het geval bij kinderen. Hun moeders hadden geen symptomen, maar hadden tijdens de zwangerschap kwik doorgegeven aan hun baby. De kinderen werden geboren met spasmen, gebreken aan de zintuigen zoals slechthorendheid of blindheid, en hadden soms verlamde leden of andere fysieke afwijkingen. De gehandicapte kinderen en de vervuiling in Minamata werden maar zelden met elkaar in verband gebracht. Er zijn maar achttien kinderen als slachtoffer erkend, terwijl er waarschijnlijk honderden tot duizenden door de vervuiling geleden hebben.

### Tweede uitbraak
In 1965 dook de Minamataziekte plots op in de streek van de Aganorivier. Dit ligt in de Niigata prefectuur, waardoor deze tweede uitbraak de naam "de Niigata-Minamataziekte" (新潟水俣病, Niigata Minamata-byō) kreeg. Of soms simpelweg "de tweede Minamataziekte" (第二水俣病, Dai-ni Minamata-byō). Door eerdere ervaring in Minamata konden de instanties snel reageren. Net zoals in Minamata was het begonnen met zieke katten, waarna ook mensen ziek werden. Tadao Tsubaki, professor aan de universiteit van Niigata, merkte de gelijkenissen op. Hij onderzocht het haar van patiënten. Na het bespeuren van kwikvergiftiging, alarmeerde hij het bestuur van Niigata.
De onderzoeksgroep van de universiteit van Kumamoto had de eerste uitbraak in Minamata onderzocht en werd nu gekozen om deze epidemie te doorgronden. Hajime Hosokawa, de voormalige bedrijfsarts van de Chisso-fabriek, vervoegde hen. Hij had al veel expertise dankzij de experimenten die hij in Minamata had uitgevoerd. In maart 1966 stelden ze al een rapport op. Net als in Minamata lag de oorzaak bij een fabriek die afvalwater loosde. Het betrof de Showa Denko fabriek in Kanose, die de Aganorivier bevuilde. En alweer kregen mensen het kwik binnen door vis te eten.
Showa Denko ontkende ook alle aantijgingen, net zoals Chisso had gedaan. Ze beweerden dat er tijdens de aardbeving in Niigata, anno 1964, een landbouwkundig ongeval was gebeurd. Het gevonden kwik zou daarvandaan komen.
Het menselijk leed bleef in Niigata echter beperkt. De dosissen kwik waren lager, hoewel nog steeds bedreigend, en de vervuiling hield niet zo lang aan. Er is één schrijnende misstap begaan. Ondertussen was bekend dat ook foetussen, embryo's en baby's aangetast werden. Zwangere vrouwen stonden onder druk om hun kind te aborteren. Een heleboel vrouwen lieten hun vrucht afdrijven. Dit heeft de geboorte van veel misvormde kinderen voorkomen, maar het leidde eveneens tot heel wat emotioneel leed.
Vreemd genoeg heeft de uitbraak in Niigata de toestand in Minamata vooruit geholpen. Het snelle en efficiënte optreden werd als voorbeeld gesteld. Nieuwe onderzoeken startten en Chisso werd ook voor de rechter gedaagd.

## Compensaties voor slachtoffers
De bevolking van Niigata had geen nauwe banden met het bedrijf en diende al snel een aanklacht in, namelijk in 1968. Dat is drie jaar na de bevestiging van de uitbraak, en een jaar voordat de bewoners van Minamata een aanklacht indienden tegen Chisso Corporations. Zij deden dit in 1969, dertien jaar na de eerste uitbraak.
Omdat Chisso grote schade aan de visserij had toegebracht, eisten deze als eerste een compensatie. Chisso hield de boot af, wat leidde tot een bestorming van de fabriek. Arbeiders van de Chisso-fabriek hielden een staking omdat ze vonden dat hun bedrijf de inwoners van Minamata slecht behandelde. Op 25 mei 1970 werd een schikking bereikt. Chisso betaalde voor de gestorven slachtoffers tussen 1,7 en 4 miljoen yen per overleden persoon. Aan de nog levende zieken werd eenmaal 1 tot 4,2 miljoen yen uitbetaald. Daarna ontvingen ze nog jaarlijks een som tussen 170.000 en 340.000 yen.
Het proces duurde ondertussen voort en eindigde na vier jaar. Hier werd ten eerste Chisso verantwoordelijk gesteld voor de uitbraak. Niet alleen waren ze de directe oorzaak, ze waren ook schuldig aan verzuim. Daarnaast werden ook een aantal contracten nietig verklaard, die het bedrijf had gesloten met patiënten. Deze contracten gingen meestal over een kleine geldsom die ze schonken, in ruil voor het niet verder vervolgen of verantwoordelijk stellen van Chisso Corporations. Om deze bedrogen mensen te compenseren, moest Chisso tussen 16 en 18 miljoen yen uitbetalen.

## Minamataverdrag
In 2013 werd in Minamata een wereldwijd verdrag overeengekomen dat het gebruik van kwik aan banden legt, het Minamataverdrag. Nadat meer dan de vereiste vijftig staten het hadden geratificeerd trad het in 2017 in werking.

## Voetnoten
1. ↑  Yokkaichi-astma, een van de vier grote vervuilingsziekten van Japan, deed zich voor in de stad Yokkaichi in de Mie prefectuur, tussen 1960 en 1972. Door het verbranden van aardolie en ruwe olie waren er grote hoeveelheden zwaveloxide vrijgekomen, dat veroorzaakte smog. Dit resulteerde in ernstige gevallen van chronische obstructieve longziekte, chronische bronchitis, longemfyseem en astma bij de lokale bevolking.
2. ↑  Itai-itai ziekte. Ernstige, soms dodelijke, ziekte ten gevolge van een zware cadmiumvergiftiging.